# Катедралне радионице
Катедралне радионице или Баухутен   су радионице које се баве развојем занатских вештина потребних за очување, одржавање и поправку катедрала. Настале су у средњовековној Европи, на градилиштима готичких катедрала. Крајем средњег века формирала се надрегионална мрежа ових радионица која се простирала широм Европе. Немачки израз Bauhüttenwesen односи се како на организацију мреже радионица која се бави изградњом или рестаурацијом зграда, тако и на саму радионицу, као место рада. Данас се оваква удружења радионица оснивају широм Европе, у циљу заштите и рестаурације свих катедрала, али и историјских зграда. Заједно оне чине живу међународну мрежу комуникације и људи који су посвећени истраживању, документацији и преношењу знања, а пре свега конзервацији катедрала и великих зграда. Међусобно сарађују и деле своју стручност и искуство.
Мрежа катедралних радионица уврштена је 2020. године на Унескова листа нематеријалног културног наслеђа човечанства као наслеђе добре праксе. Номинацију је доставило 18 грађевинских радионица из пет европских земаља: Немачке, Аустрије, Француске, Норвешке и Швајцарске.

## Историја
Катедралне радионице појавиле су се у средњем веку на градилиштима катедрала и великих цркава у Европи. Настајале су директно уз одговарајуће црквене зграде и окупљале занатлије из различитих области који блиско раде на згради и чувају своје знање преносећи га с колена на колено. Крајем средњег века ове радионице формирале су надрегионалну мрежу   која се простирала изван националних граница. Блиске везе између различитих радионица широм континента омогућиле су настанак мреже која није обухватала само регионе, већ и земље и царства.
Две катедралне радионице, једна у Стразбуру и друга у Фрајбургу постоје у континуитету од средњег века, док су друге затворене и поново успостављене током деветнаестог и двадесетог века, као радионица у Базелу. Постоје и радионице које су основане тек у 20. веку, каква је радионица у Дрездену. Мотивација за постављање сваке од ових радионица била је конзервирање, развој или изградња катедрала, великих цркава или великих зграда.

## Радионице данас
Данас, као и некада, ове радионице баве се разним занатима и блиско сарађују. Обухватају каменорсце, столаре, Задаре, различите уметнике, електричаре, водоинсталатере... Кроз обуку нових занатлија чувају се традиционални обичаји и ритуали ових професија, као и богатство знања које се преноси генерацијама, усмено и писмено. Највећа предност оваквих радионица је та што рестаураторске радове непрестано изводи исти тим, који има блиску везу са зградом коју одржава и познаје њене осјетљиве тачке. Ове мултидисциплинарне радионице запошљавају велики број људи, од шегрта до мајстора и архитеката. Суочене са прогресивним недостатком техничких вештина и у доба све веће механизације и оптимизације трошкова, радионице настале или поново успостављене у деветнаестом и двадесетом веку постале су институције које чувају, преносе и развијају традиционалне технике и знање. Оне преносе знање и вештине широког спектра заната, обучавају људе који тек почињу са овим занатима, одржавају фестивале и еснафске ритуале, документују свој рад и промовишу га широм света. Неке радионице укључују и архиваторе, историчаре уметности, службенике за односе са јавношћу и друго особље.
Посвећеност чувању и промовисању живог наслеђа, кроз циљано подизање свести, мере информисања и комуникације и блиску сарадњу са акционарима у области политике, цркве, очувања споменика, пословања и истраживања, може се сматрати примером који треба прилагодити и применити у другим контекстима широм света. Кроз њихову организацију и систем обуке за рад на лицу места, радионице се могу сматрати моделом за све врсте зграда које је потребно изградити и одржавати.
На институционалном нивоу, различита тела су одговорна за радионице: некима управљају општине, другима црквена тела, државе, различите фондације или удружења.

### Врсте радионица
Грађевинске радионице у суштини себе виде као врхунске стручњаке у области рада са каменом. Све струке међусобно блиско сарађују: историчар уметности блиско сарађује са клесаром, рестауратор ради руку под руку са геологом како би проучио и разумео структуру камена и смислио оптималне начине за њену конзервацију и тд. Последњих деценија значајан део надлежности радионице постали су односи с јавношћу, како би се покровитељи и јавност уопште информисали о важности очувања дотичних зграда и ојачали везе између јавности и радионице.
Каменорезачке радионице - Каменоресци су језгро катедралне радионице. Њихов циљ је очување и даљи развој традиционалних метода рада. Сваки камен клеше се уз помоћ истих алата које су њихови претходници користили од 12. века.
Зидарске радионице - Током пројеката рестаурације главни задатак зидара је да сваки исклесани камен поставе на право место. Од суштинског је значаја да зидари добро разумеју и производњу и употребу малтера на бази креча. Кречни малтер коришћен је пре него што је цементни малтер у 19. веку ушао у употребу. Употреба цементног малтера у рестаурацији катедрала проузроковала је оштећења камене конструкције и ова врста малтера се више не користи.
Ковачке радионице - Производња свих металних производа одвија се у ковачници. Ковачи стварају алате за друге занатлије и разне корисне предмете за различите пројекте рестаурације. Један од веома важних задатака ковача је производња, рестаурација и очување шарки на средњовековним вратима, прозорима, шкрињама...
Радионица гипсарских радова - Гипсари стварају одливике скулптура и украса које резбари користе за поновно стварање историјских украса зграде. Одливци такође помажу катедралној радионици да створи запис о свим скулптурама. Радионица гипсарских радова такође региструје и документује штукатуре у другим историјским зградама, ради реконструкције и врши поправке. Делатност гипсарске радионице показала се изузетно важном 1983. године, када су изгорели делови Надбискупске палате катедрале Нидарос у Трондхејму (Норвешка) и уништена оригинална збирка гипсаних украса.
Радионица витража - Конзерватори стакла преузимају све послове везане за бригу и заштиту витража. Већина витража израђена је веома давно. Уметнути су у прозорске отворе на такав начин да дневне осцилације температуре током године могу узроковати масивне избочине у стаклу, посебно у условима оштре климе. Стога је велики део стакларских послова замена оригиналног олова са врстом која више одговара клими.
Столарска радионица - Столари обављају различите задатке. Обнова и одржавање грађевинских конструкција велики је део њиховог посла. Они такође обављају разне друге послове, попут изградње посебних скела и производње и поправке унутрашњих дрвених конструкција. Столари поседују традиционалне вештине потребне за одабир дрвета у шуми за посебне намене (споро узгајано дрво, срцоловина и обрађено дрво), а испоручују и материјал за рестаурацију средњовековних дрвених зграда.
Документовање и истраживање - Катедралне радионице у својим архивама чувају записе о рестаурацијама вршених, у прошлости, пружајући информације о изазовима који би се могли поново појавити у будућности. Научно праћење и истраживање блиско су повезани са професионалним занатским умећем. Археолози, историчари, архитекте и конзерватори непрестано проучавају развој како би се могли припремити за неопходне акције у будућности.

## Нематеријално културно наслеђе човечанства
Укупно 18 радионица у Аустрији, Француској, Немачкој, Норвешкој и Швајцарској окупило се како би номиновале рад грађевинских радионица за упис у Унесков регистар добре заштитне праксе. Пун назив номинације био је „Занатске технике и уобичајена пракса катедралних радионица, или Баухуттен у Европи: знање, пренос и развој знања и иновације“. Процес је започет 2015. године, када је Минстерска радионица у Улму поднела пријаву за упис на листу нематеријалног културног наслеђа Немачке, Фондација радионице Катедрала Госпе од Стразбура за за упис на листу нематеријалног културног наслеђа Француске. Процес међународне номинације покренут је такозваном Ерфуртском декларацијом у септембру 2017. Номинација је поднета 6. фебруара 2019. и неких 18 месеци касније процес је завршен уписом ове специфичне организације радионица у Унесков регистар добрих заштитних пракси.
Критеријуми за признавање од стране Унеска као добре заштитне праксе укључују:
- препознавање ових пракси као активни део културног наслеђа који заједници пружа осећај идентитета,
- развој мера за одржавање те праксе и
- узорна, потенцијално прекогранична сарадња.[3]